# Световен ден без тютюнопушене
Световният ден без тютюнопушене се отбелязва ежегодно на 31 май и е официално определен от ООН.
Приет е през 1988 г. от Световната здравна организация (СЗО) на 42-рата сесия на Световната асамблея по здравеопазване (резолюция № WHA42.19).
СЗО съобщава за повече от 25 заболявания, които се дължат на пушенето – сърдечно-съдови, белодробни и онкологични заболявания. Последиците от лошия навик ежегодно водят до смъртта на около 6 милиона души по света (от които 600 хиляди са пасивни пушачи). 38,8% от пълнолетните българи пушат – 50,3% от мъжете и 28,2% от жените.
За 2021 г. темата на Световния ден без тютюн, определена от Световната здравна организация, е „Реши и се откажи!“.